# Parque de Invierno (Oviedo)

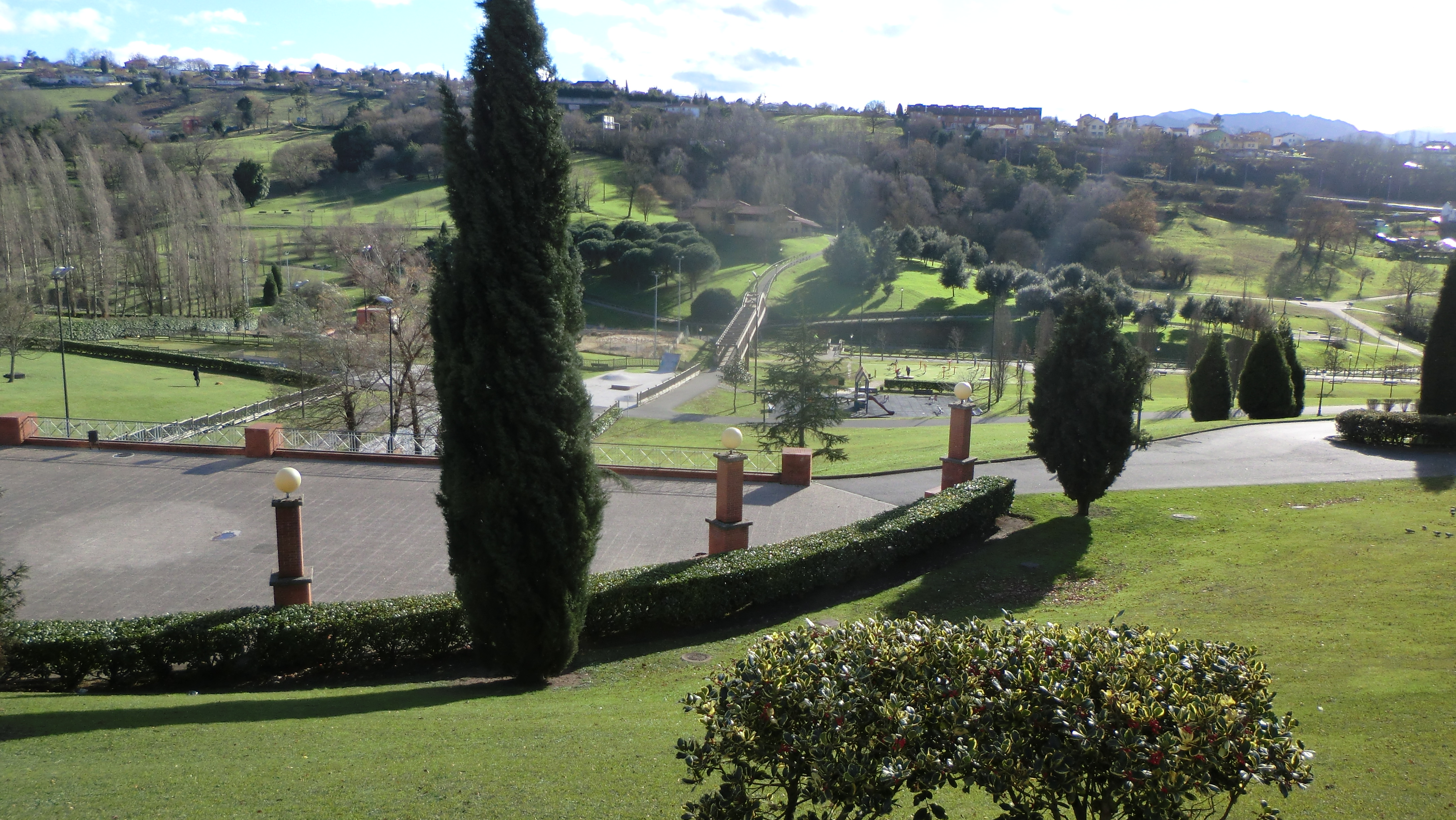
Blick auf den Parque de Invierno von Norden. Gut zu erkennen, dass südlich des Talgrundes nicht nur, wie im Norden einzelne Bäume, sondern ganze Baumgruppen und kleine Wälder angelegt wurden.

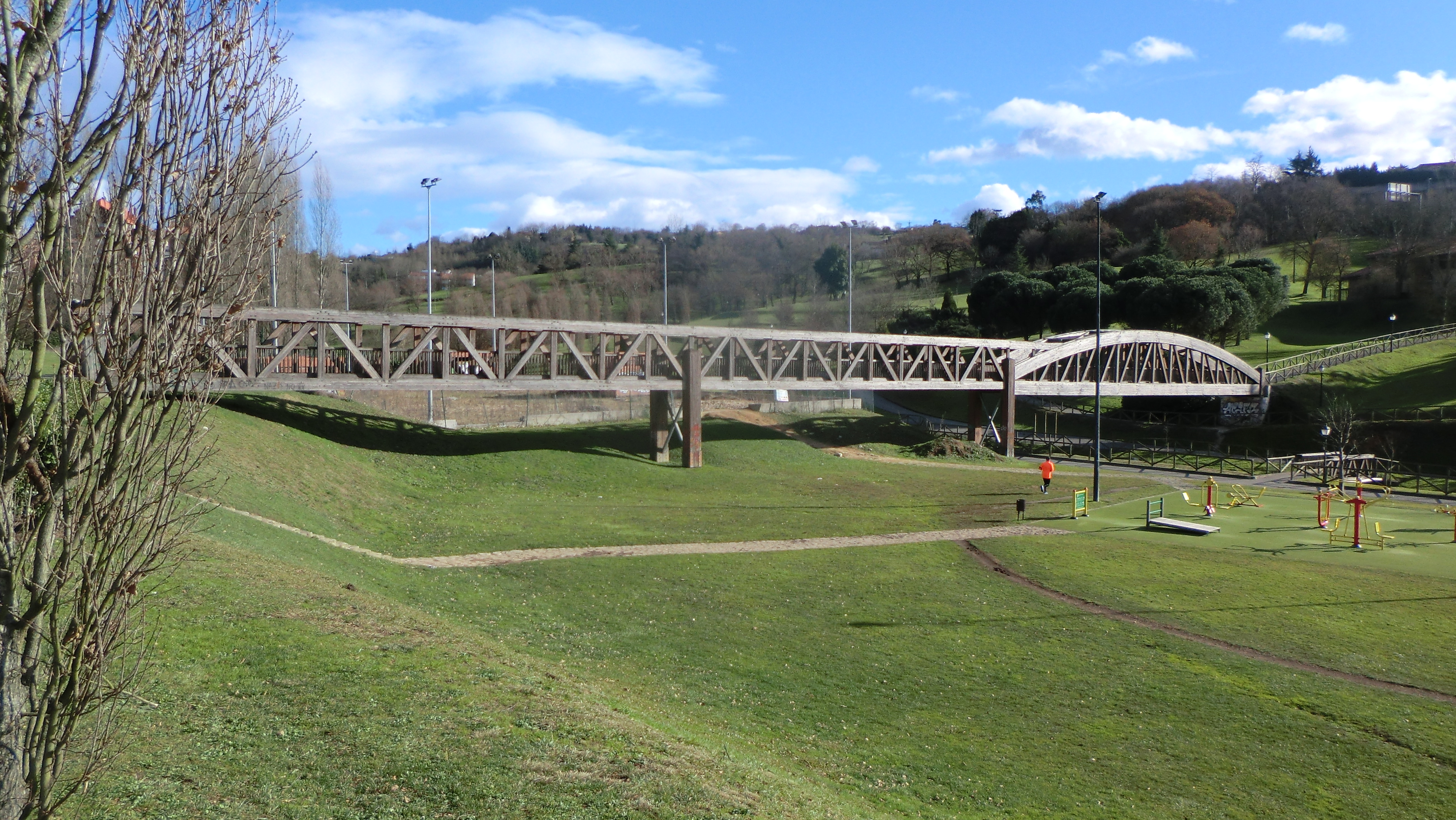
Hauptbrücke im Park, rechts daneben eine der beiden kleineren Brücken im Talgrund

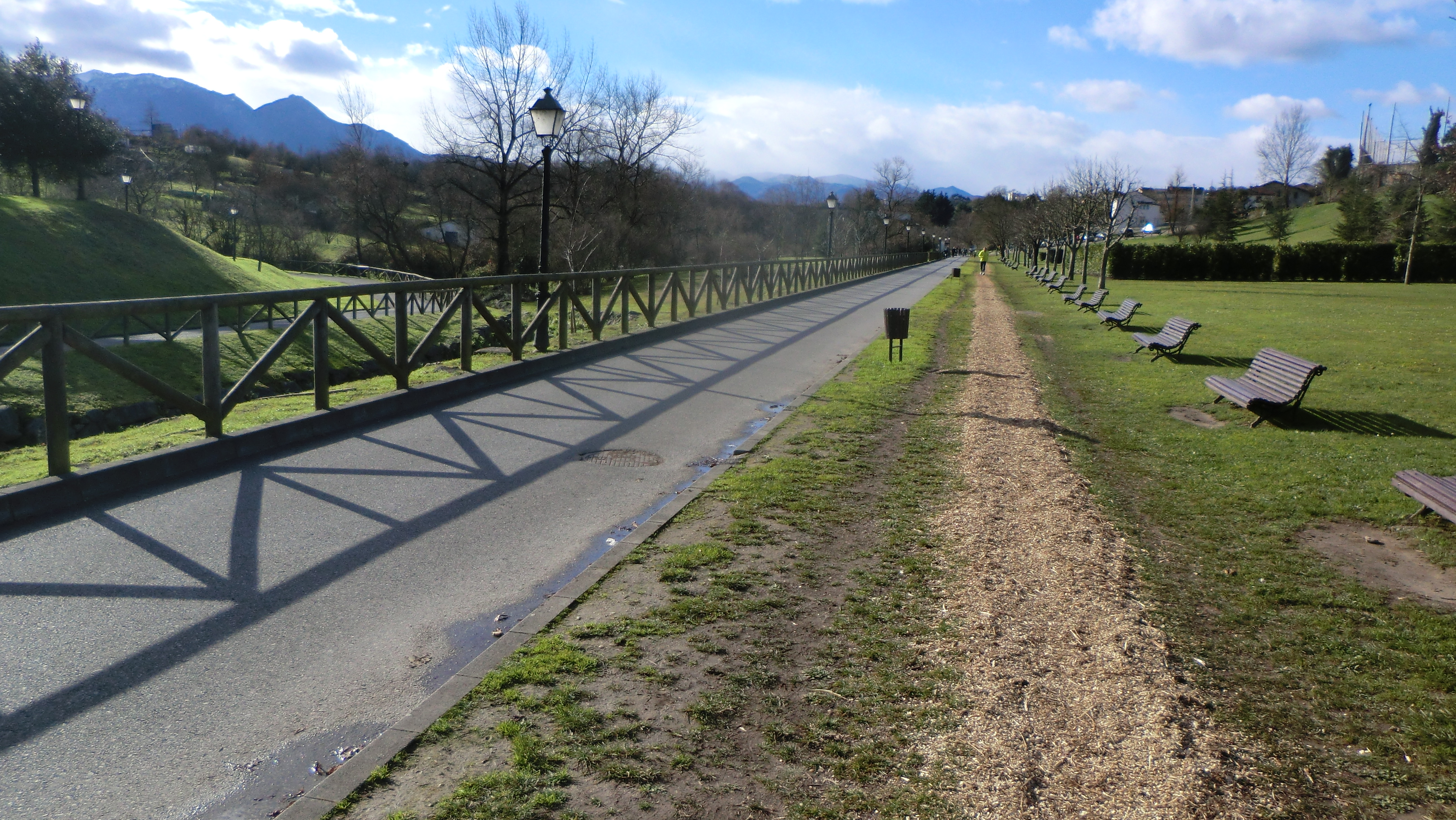
Der Senda Verde im Talgrund des Parks. Rechts daneben ein angelegter Pfad für Jogger, die „Waldboden“ bevorzugen

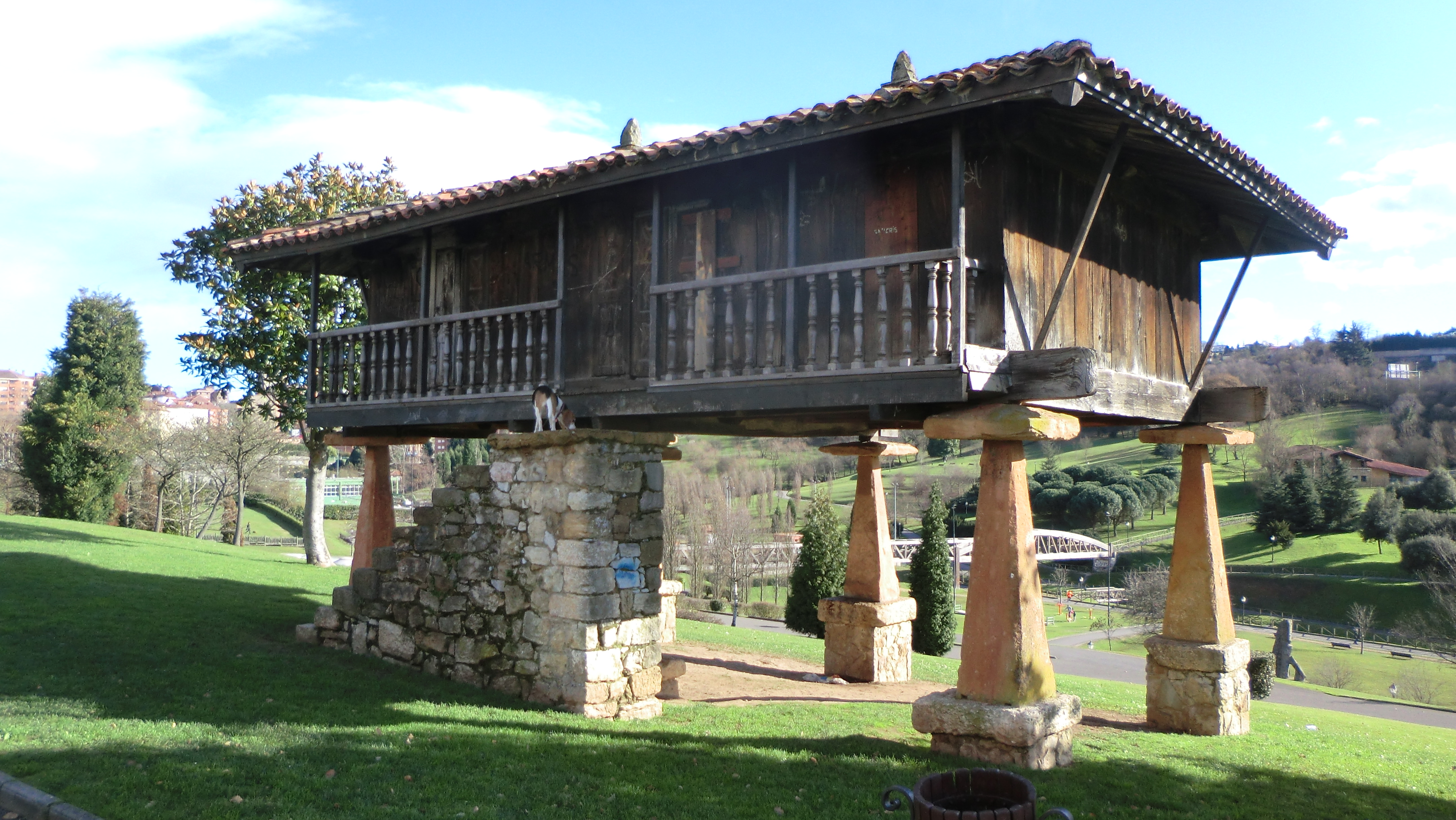
Historisches Asturianische Bauernhaus im Park

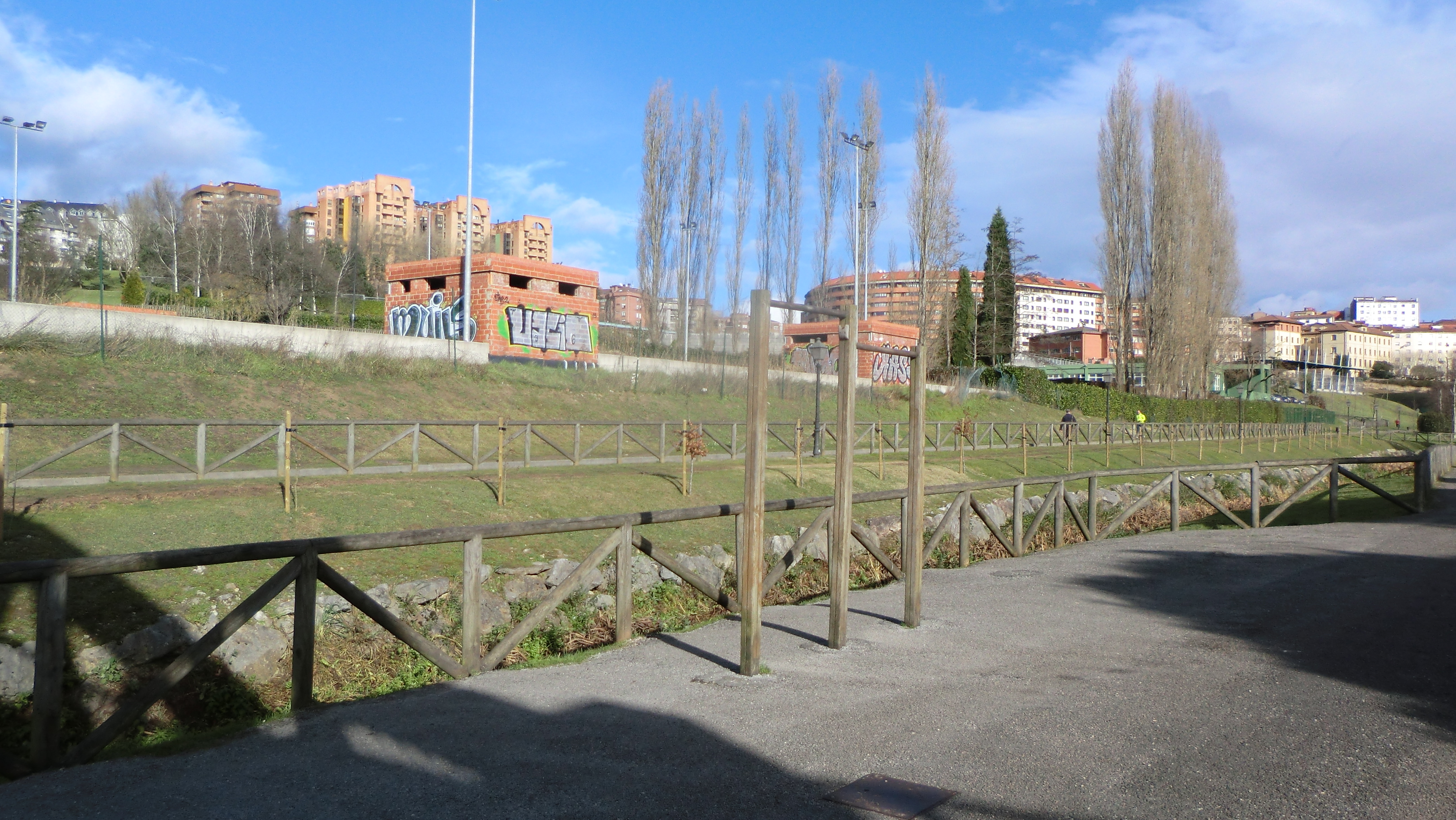
Eine der zahlreichen Fitnesseinrichtungen, hier Klimmstangen, im Park. Unmittelbar dahinter der Bach im Talgrund sowie der Senda Verda. Im Hintergrund die 'Skyline' Oviedos

Ein Zielkorb der Frisbee-Gold Anlage befindet sich ganz im Süden auf dem höchsten Punkt des Parkes. Im Hintergrund die Bebauung Oviedos im Norden, die in diesem Bereich trennscharf an den Park angrenzt

Der Parque de Invierno (zu Deutsch „Winterpark“) ist ein Park in Oviedo, der Hauptstadt der spanischen Provinz Asturien. Er umfasst eine Fläche von zwölf Hektar. und ist damit der flächengrößte Park der Stadt. Der Park liegt südlich der Kernstadt Oviedos, unmittelbar südlich des Universitätsgeländes.
Der Park liegt in einer Tallage beiderseits eines Baches, der weiter stromabwärts in den Rio Gafo mündet. Im Talgrund unmittelbar nördlich des genannten Baches verläuft, quasi als Hauptverkehrsachse im weiteren Sinn, ein gerader Wanderweg ohne merkliches Gefälle, der den Beginn des Senda Verde darstellt, eines 7,8 km langen Wander- und Radweges. Es handelt sich hierbei um die Trasse einer ehemaligen Bahnlinie. Von diesem Weg weichen dann serpentinenartige Wanderwege auf die Anhöhen. Die Wanderwege über den Bach im Talgrund sind durch drei Holzbrücken verbunden, wobei die bei weitem markanteste Brücke, Wanderwege auf einer größeren Höhe, den Hauptwanderweg im Talgrund weitläufig überspannend, verbindet.
Der Bereich südlich das Bachlaufs ist größer und von der Gestaltung weitläufiger und umfasst auch kleine Wälder. Dieser südliche Bereich liegt etwas weiter zur Kernstadt und ist daher auch weniger frequentiert als der nördliche Teil.

## Konzept des Parkes
Der Park ist auf die aktive Freizeitgestaltung der Besucher ausgelegt und wird ganzjährig in hohem Maße durch die Stadtbevölkerung frequentiert. Die Wege eignen sich vorzüglich zum Wandern, Joggen, Ausführen der Hunde usw., der ebene Weg im Talgrund darüber hinaus auch zum Radfahren, Rollschuhlaufen usw. Darin unterscheidet sich das Konzept des Parkes deutlich vom zentral gelegenen Campo de San Francisco.
Im nördlichen Bereich wurde eine Anlage für Skateboard- und BMX-Fahrer angelegt. Die Parkfläche besteht überwiegend aus Wiesen, die als Liege- und Spielwiesen benutzt werden dürfen, mit vereinzelten Baumgruppen. Stehende Gewässer, Blumenbeete usw. fehlen. Im Park gibt es einen Spielplatz, einen Kraftsporteinrichtung mit diversen Geräten und an den Wegen im Abstand von wenigen hundert Metern hölzerne Fitnesseinrichtungen (Klimmstanden usw.) wie man sie von so genannten Trimm-Dich-Pfaden in Deutschland kennt. Da die Wege asphaltiert sind, wurde parallel zum Senda Verde ein Laufpfad aus Rindenmulch angelegt. Darüber hinaus stehen im Park Objekte der Kunst und ein historisch asturianischer Hórreo.
Im weitläufigeren südlichen Bereich wurde eine Frisbee-Golfplatz angelegt. 
Der Park grenzt nach Norden und Osten recht trennscharf an de zentralstädtische Bebauung Oviedo; Hochhäuser grenzen bisweilen unmittelbar an den Park. Gen Süden und insbesondere nach Westen ist das ganz anders: hier geht der Parks, wenn nicht formal, dann aber doch vor dem Auge,  allmählich in die eher ländliche Landschaft Asturiens über. Getrimmter Parkrasen wechselt über Streuobstwiesen schließlich zu Weideland mit grasenden Kühen.

## Der Senda Verde
Im Parque de Invierno beginnt (bzw. endet) der Senda Verde. Der Ursprung dieses „grünen Pfades“ ist eine alte Bahntrasse. Früher verlief hier die Eisenbahnstrecke der FEVE und verband Oviedo mit der Linie Collanzo–Pravia. Der Senda Verde ist insgesamt 7,8 km lang, davon nur wenige hundert Meter innerhalb des Parks, und führt durch die ländlichen Vororte der Stadt Oviedo. Das Besondere ist, dass dieser, durchweg für den motorisierten Autoverkehr gesperrte, Fahrweg, über kein signifikantes Gefälle bzw. keine Steigung verfügt und dennoch eine gebirgige Landschaft durchquert. Wie bei Bahntrassen üblich wurden Reliefunterschiede durch Tunnel bzw. Brücken über- bzw. unterwunden. Dadurch eignet er sich in hervorragender Weise auch für wenig trainierte Radfahrer und Jogger. Auch die Autobahn A 63/66 und deren Zubringer werden zum einen durch eine beeindruckende Holzbrücke überbrückt, bzw. auch durch Unterführungen unterquert. Im weiteren Verlauf queren nur vereinzelt wenig frequentierte Dorfstraßen den Wanderweg. Im letzten Drittel werden Berge durch vier, einst in den Fels gesprengte Tunnel, unterquert. In Abständen von einigen Kilometern sind zudem, wie im Parque de Invierno auch, Trinkwasserbrunnen platziert, an denen sich der Wandersmann oder Sportler laben kann. Rund drei Kilometer westlich des Parks wird ein ehemaliger Bahnhof als typisch asturianische Gaststätte betrieben.